# Pieve di San Bartolomeo Apostolo (Pignano)
La pieve di San Bartolomeo Apostolo si trova a Pignano, nel comune di Volterra, in provincia di Pisa, diocesi di Volterra.

## Storia e descrizione
Si tratta di una semplice costruzione in stile romanico del secolo XII-XIII, oggi racchiusa nella villa-fattoria, ad una sola navata senza abside, secondo una tipologia frequente e riscontrabile in altre costruzioni della zona.
Il corpo di fabbrica, tutto a filaretti di pietra locale detta tufo di Pignano, poggia su un piccolo sperone roccioso a ridosso delle mura castellane; vi si accede con doppia scalinata circolare. La facciata, con portale e bifora, reca ben visibili i segni di varie integrazioni e successivi rialzamenti.